# Heliotropium schahpurense
Heliotropium schahpurense är en strävbladig växtart som beskrevs av Joseph Friedrich Nicolaus Bornmüller. Heliotropium schahpurense ingår i Heliotropsläktet som ingår i familjen strävbladiga växter. Inga underarter finns listade i Catalogue of Life.